# 今中博之
今中 博之（いまなか ひろし、1963年5月31日 - ）はソーシャルデザイナー。社会福祉法人素王会（そおうかい）理事長であり、知的障がいのあるアーティストが創作活動を行うINCURVE（インカーブ）（元アトリエ インカーブ）の代表、ソーシャルデザイナーである。イマナカデザイン一級建築士事務所、一級建築士。（インカーブ公式ウェブサイト参照）　インカーブでは、知的障がいのあるアーティストの作品を「障害者アート」としてではなく、「現代アート」として社会に発表している。今中は、「障害者アート」という呼称がノーマライゼーションを否定しているのではないかと問い、個人のアーティストとしての表現を尊重する姿勢を示している。

## 来歴
1986年 株式会社乃村工藝社 デザイン部に入社（〜2003年）。企業ショールームや国際博覧会などのデザインにとどまらず、介護・医療施設、児童施設、障がい者施設などのディレクション活動を展開。グッドデザイン賞（Gマーク・ユニバーサルデザイン部門）、ディスプレイデザインアソシエイション（DDA）奨励賞、ウィンドーデザイン通算大臣賞など受賞多数。
2002年社会福祉法人 素王会（そおうかい）を設立、理事長・クリエイティブディレクターに就任。知的障がいのあるアーティストが創作活動を行うインカーブ
を設立。アーティストの作品を国内外の美術館やギャラリー、アートフェアに発信する。芸術文化と社会福祉を架橋するソーシャルデザイナーとして、行政や大学等での講演多数。2006年ビブリオインカーブ （出版会社）、2010年アトリエ インカーブ専属のギャラリー インカーブ｜京都を設立。
2006年金沢美術工芸大学 非常勤講師就任 現在に至る。2008年大阪成蹊大学芸術学部 准教授就任(〜2010年) 、2012年 クラブ・ウィルビー・サポーティングメンバー就任 現在に至る、2013年 京都大学地域研究統合情報センター研究員就任（〜2016年）。2021年大阪大学（元男女協働推進センター、現D&Iセンター）招へい教授就任現在に至る。
2007年に文部科学省・厚生労働省・国土交通省の次官勉強会で「アートと福祉分野の新しい試み」について講演、同年文部科学省・厚生労働省が開催する「障がい者アート推進のための懇談会」委員。2011年 財務省ユニバーサル社会を創造する事務次官会議にて講演。2013年 文化庁・厚生労働省「障害者の芸術活動への支援を推進するための懇談会」委員。2014年 「村木厚子厚生労働事務次官×今中博之 障がい者の芸術表現の可能性」(主催:大阪府・大阪市立大学都市研究プラザ)などの講演を行う。
2014年 文化庁「次代の文化を創造する新進芸術家育成事業」東京藝術大学（美術学部）・金沢美術工芸大学による「障害者の芸術活動を支援する新進芸術家育成事業とその育成を芸術系大学において行う基盤構築のための調査事業」(〜2018年)に協力、東京藝術大学・愛知県立芸術大学・金沢美術工芸大学・沖縄県立芸術大学にて講演。
2015年 厚生労働省・文化庁「2020年オリンピック・パラリンピック東京大会に向けた障害者の芸術振興に関する懇談会」構成員。2021年大阪府障がい者施策推進協議会　文化芸術部会　副部会長現在に至る。
2021年（〜2015年）4月現在、公益財団法人東京オリンピック・パラリンピック競技大会組織委員会文化・教育委員会委員として、東京2020オリンピック・パラリンピックで開催される文化プログラムの選定等を行っている。（TOKYO2020公式ウェブサイト参照）また、東京2020のエンブレム（最終決定分）選考委員会 委員・公式ポスターアーティスト選考委員会 委員・東京2020NIPPONフェスティバル共催プログラム選考委員会 委員も務めていた。文化庁・厚生労働省「障害者文化芸術活動推進有識者会議」構成員として障害者文化芸術推進法の基本計画（素案）の策定に携わる。
2024年4月より、アトリエ、ギャラリー、ビブリオの3つの事業はひとつに統合し、名前をINCURVE（インカーブ）に変更。商標浪録済み。
1986年　大阪芸術大学芸術学部デザイン学科　卒業、2013年　龍谷大学文学部仏教学科　卒業、2017年　大阪府立大学人間社会学研究科　社会福祉学専攻　博士前期課程終了。

## 著作

### 単著
- 『観点変更 -なぜ、アトリエ インカーブは生まれたか-』[20]（創元社、2009年）
- 『社会を希望で満たす働きかた　ソーシャルデザインという仕事』[21]（朝日新聞出版、2018年）
- 『かっこいい福祉』[22]元厚生労働事務次官 村木厚子氏と共著（左右社、2019年）
- 『アトリエ インカーブ物語 –アートと福祉で社会を動かす』[23]（河出書房新社、2020年）
- 『壁はいらない（心のバリアフリー）、って言われても。』[24]（河出書房新社、2020年）
- 『なぜ「弱い」チームがうまくいくのか　-守り、守られる働き方のすすめ-』[25]（晶文社、2022年）
- 『悪人力  -逆説的教育論-』[26]（河出書房新社、2025年）

### 監修
- 『アトリエ インカーブー現代アートの魔球』（神谷梢 著、 創元社、2010年）

## 賞歴
- グッドデザイン＜Gマーク＞ユニバーサルデザイン賞（1996年）
- ディスプレイデザインアソシエイション＜DDA＞奨励賞（2001年）、入選（1988年〜1999年）

など。